# Oud bruin
Oud Bruin (nebo také Old Brown nebo Flanders Brown), je styl piva pocházející z regionu Vlámsko ve státě Belgie, a také styl piva, které se vaří v Nizozemsku. Pod stejným názvem se však v každé zemi jedná o dva velmi odlišné druhy tmavého piva. 

## Holandský Oud Bruin

### Popis
Holandské pivo Oud bruin je spodně kvašené a s nízkým obsahem alkoholu. Pivo má sladkou, až velmi sladkou chuť, protože je po uvaření uměle doslazováno.

### Historie
Původně se jako základ používalo pivo, které nebylo dokvašené nebo pivo získané přefiltrováním zbytků ve filtrační kádi. Jelikož chuť tohoto základu piva byla velmi špatná a pivo mělo omezenou trvanlivost, tak se následně provedl proces umělého doslazování. Dnešní komerčně vyráběné produkty používají před doslazováním jako základ převážně ředěné pivo plzeňského typu. Tento druh piva se používá i při přípravě pokrmů, jako je například vaření jídel ze zvěřiny.

### Příklady produktů
- Alfa Oud Bruin (pivovar Alfa, Beekdaelen, Nizozemsko)
- Brand Oud Bruin (pivovar Brand, Gulpen-Witten, Nizozemsko)
- Dommelsch Old Brown (pivovar Dommelsche, Dommelen, Nizozemsko)
- Grolsch Old Brown (pivovar Grolsch, Groenl, Nizozemsko)
- Gulpener Old Brown (pivovar Gulpener, Gulpen, Nizozemsko)
- Lindeboom Oud Bruin (pivovar Lindeboom, Neer, Nizozemsko)

## Belgický (vlámský) Oud Bruin

### Popis
V Belgii je toto označení používané pro druhy vyráběné ve vlámském regionu, přičemž nejznámější produkt je Liefmans. Jedná se o svrchně kvašené pivo, které zraje v nerezových tancích. Toto pivo je středně plné, červenohnědé barvy, má jemnou sladovou chuť a žádnou chmelovou hořkost. Některé komerčně vyráběné verze mohou míchat starší zralejší pivo s mladším, sladším pivem, aby se zjemnila kyselá chuť a umožnilo se jeho další kvašení. Produkt ve výrobě prochází druhotnou fermentací, která může trvat několik týdnů až měsíc, a po ní následuje zrání v lahvích několik dalších měsíců. Prodloužený proces zrání piva umožňuje zbytkovým kvasinkám a bakteriím vytvořit kyselou chuť charakteristickou pro tento pivní styl.

### Historie
Tento druh piva býval nazýván také jako tzv. proviantní pivo, které bylo déle uskladněno, aby bylo lépe umožněno rozvinutí jeho chuti. Pivovar Liefmans vaří tento styl již od 17. století. Původně historicky vyráběné pivo bývalo mnohem kyselejší než dnešní moderní komerční produkty. Avšak belgický pivovar De Brabandere ve vesnici Bavikhove dodnes vyrábí produkt pod značkou Petrus, což je pivo stylu oud bruin, které zraje v tradičních dřevěných sudech.

### Příklady výrobků
- 't Verzet Oud Bruin (Anzegem, Belgie)
- Ichtegem Oud Bruin (Ichtegem, Belgie)
- Liefmans Goudenband (Oudenaarde, Belgie)
- Petrus Oud Bruin (Bavikhove, Belgie)
- Queue de charreu brune (Comines-Warneton, Belgie)